# 준열린집합
일반위상수학에서 준열린집합(準-集合, 영어: almost open set) 또는 베르 성질 집합(Baire性質集合, 영어: set with the property of Baire)은 열린집합 또는 닫힌집합에 제1 범주 집합만큼 가까운 집합이다.

## 정의
위상 공간 {\displaystyle X} 속의 다음과 같은 집합족들을 생각하자.
- {\displaystyle \operatorname {Meag} (X)=\{S\subseteq X\colon \operatorname {int} (\operatorname {cl} (X))=\varnothing \}}: 제1 범주 집합들의 족
- {\displaystyle {\boldsymbol {\Sigma }}_{1}^{0}(X)}: 열린집합들의 족
- {\displaystyle {\boldsymbol {\Pi }}_{1}^{0}(X)}: 닫힌집합들의 족
- {\displaystyle {\boldsymbol {\Sigma }}_{2}^{0}(X)}: Fσ 집합들의 족
- {\displaystyle {\boldsymbol {\Pi }}_{2}^{0}(X)}: Gδ 집합들의 족
- {\displaystyle {\boldsymbol {\Delta }}_{1}^{1}(X)}: 보렐 집합들의 족

또한, {\displaystyle \operatorname {\sigma } ({\mathcal {F}})}가 집합족 {\displaystyle {\mathcal {F}}}를 포함하는 최소의 시그마 대수라고 하자. 그렇다면, 다음 집합족들이 일치하며, 이를 {\displaystyle \operatorname {BP} (X)}라고 표기하자.
{\displaystyle {\begin{aligned}\operatorname {BP} (X)&=\operatorname {\sigma } \left(\operatorname {Meag} (X)\cup {\boldsymbol {\Sigma }}_{1}^{0}(X)\right)\\&=\operatorname {\sigma } \left(\operatorname {Meag} (X)\cup {\boldsymbol {\Pi }}_{1}^{0}(X)\right)\\&=\operatorname {\sigma } \left(\operatorname {Meag} (X)\cup {\boldsymbol {\Delta }}_{1}^{1}(X)\right)\\&=\left\{S\subseteq X\colon \exists U\in {\boldsymbol {\Sigma }}_{1}^{0}(X)\colon A\mathop {\triangle } U\in \operatorname {Meag} (X)\right\}\\&=\left\{S\subseteq X\colon \exists F\in {\boldsymbol {\Pi }}_{1}^{0}(X)\colon A\mathop {\triangle } F\in \operatorname {Meag} (X)\right\}\\&=\{A\setminus M\colon A\in {\boldsymbol {\Sigma }}_{2}^{0}(X),\;M\in \operatorname {Meag} (X)\}\\&=\{A\cup M\colon A\in {\boldsymbol {\Pi }}_{2}^{0}(X),\;M\in \operatorname {Meag} (X)\}\\\end{aligned}}}
여기서 {\displaystyle A\mathop {\triangle } B=(A\setminus B)\cup (B\setminus A)}은 대칭차이다. {\displaystyle \operatorname {BP} (X)}의 원소를 {\displaystyle X}의 준열린집합이라고 한다.:47–48, Definition 8.21, Proposition 8.22, Proposition 8.23

## 성질

### 함의 관계
위상 공간의 부분 집합에 대하여, 다음과 같은 함의 관계가 존재한다.
|                                                            |   | 정칙 열린집합 ⇒ 열린집합 |   |           |   |                        |
|                                                            | ⇗ |                          | ⇘ |           |   |                        |
| 열린닫힌집합                                               |   |                          |   | 보렐 집합 |   |                        |
|                                                            | ⇘ |                          | ⇗ |           | ⇘ |                        |
|                                                            |   | 정칙 닫힌집합 ⇒ 닫힌집합 |   |           |   | 준열린집합 ⇒ 부분 집합 |
|                                                            |   |                          |   |           | ⇗ |                        |
| 조밀 집합의 여집합 ⇒ 조밀한 곳이 없는 집합 ⇒ 제1 범주 집합 |   |                          |   |           |   |                        |

### 연산에 대한 닫힘
위상 공간 {\displaystyle X} 위의 준열린집합들은 시그마 대수를 이룬다. 즉,
- 준열린집합의 여집합은 준열린집합이다.
- 가산 개의 준열린집합들의 합집합은 준열린집합이다.
- 가산 개의 준열린집합들의 교집합은 준열린집합이다.

모든 열린집합과 닫힌집합을 비롯한 모든 보렐 집합은 준열린집합이다. 만약 사영 결정 공리를 가정한다면, 모든 사영 집합은 준열린집합이다.

## 예
선택 공리를 가정하면, 실수선의 부분 집합들 가운데 준열린집합이 아닌 부분 집합이 존재한다. 예를 들어, 비탈리 집합은 준열린집합이 아니다.

## 역사
르네루이 베르가 1905년에 도입하였다.